# Gamasomorpha kabulensis
Gamasomorpha kabulensis là một loài nhện trong họ Oonopidae.
Loài này thuộc chi Gamasomorpha. Gamasomorpha kabulensis được Carl Friedrich Roewer miêu tả năm 1960.